# Łotewska Formuła 3
Łotewska Formuła 3 – cykliczne wyścigi według przepisów Formuły 3 rozgrywane na Łotwie w latach 1961–1987.

## Mistrzowie
| Sezon       | Kierowca                  | Zespół                    | Samochód                  |
| ----------- | ------------------------- | ------------------------- | ------------------------- |
| 1961        | Voldemārs Beišāns         | DOSAAF Ryga               | Estonia 3-IMZ             |
| 1962        | mistrzostw nie rozgrywano | mistrzostw nie rozgrywano | mistrzostw nie rozgrywano |
| 1963        | Voldemārs Beišāns         | DOSAAF Ryga               | Estonia 3-IMZ             |
| 1964 – 1967 | mistrzostw nie rozgrywano | mistrzostw nie rozgrywano | mistrzostw nie rozgrywano |
| 1968        | Viktors Tjaguņenko        | DOSAAF Ryga               | Melkus 64-Wartburg        |
| 1969        | mistrzostw nie rozgrywano | mistrzostw nie rozgrywano | mistrzostw nie rozgrywano |
| 1970        | Jūlijs Vinte              | DOSAAF Ryga               | Estonia 9-Wartburg        |
| 1971 – 1976 | mistrzostw nie rozgrywano | mistrzostw nie rozgrywano | mistrzostw nie rozgrywano |
| 1977        | Hugo Jurševskis           | Daugava Kandava           | Estonia 19-Łada           |
| 1978        | mistrzostw nie rozgrywano | mistrzostw nie rozgrywano | mistrzostw nie rozgrywano |
| 1979        | Jānis Ruštans             | DOSAAF Jurmała            | Estonia 18M-Łada          |
| 1980        | Sergejs Pugačs            | DOSAAF Ryga               | Estonia 19-Łada           |
| 1981        | Vilnis Pirtnieks          | DOSAAF Ryga               | Estonia 18M-Łada          |
| 1982        | Hugo Jurševskis           | DOSAAF Kandava            | Estonia 20-Łada           |
| 1983        | Sergejs Pugačs            | DOSAAF Ryga               | Estonia 20-Łada           |
| 1984        | Andris Štāls              | DOSAAF Jurmała            | Estonia 20-Łada           |
| 1985        | Sergejs Pugačs            | DOSAAF Ryga               | Estonia 20-Łada           |
| 1986        | Sergejs Pugačs            | DOSAAF Ryga               | Estonia 20-Łada           |
| 1987        | Sergejs Pugačs            | DOSAAF Ryga               | Estonia 21M-Łada          |